# Diocesi di La Ceiba
La diocesi di La Ceiba (in latino Dioecesis Ceibensis) è una sede della Chiesa cattolica in Honduras suffraganea dell'arcidiocesi di San Pedro Sula. Nel 2023 contava 433.000 battezzati su 579.476 abitanti. È retta dal vescovo Jenrry Johel Velásquez Hernández.

## Territorio
La diocesi comprende i dipartimenti di Atlántida e Islas de la Bahía, nella parte settentrionale dell'Honduras.
Sede vescovile è la città di La Ceiba, dove si trova la cattedrale di Sant'Isidoro lavoratore.
Il territorio si estende su una superficie di 4.251 km² ed è suddiviso in 14 parrocchie.

## Storia
La diocesi è stata eretta il 30 dicembre 2011 con la bolla Cum ad provehendam di papa Benedetto XVI, ricavandone il territorio dalla diocesi di San Pedro Sula (oggi arcidiocesi).
Originariamente suffraganea dell'arcidiocesi di Tegucigalpa, il 26 gennaio 2023 è entrata a far parte della provincia ecclesiastica di San Pedro Sula.

## Cronotassi dei vescovi
Si omettono i periodi di sede vacante non superiori ai 2 anni o non storicamente accertati.
- Michael Lenihan, O.F.M. (30 dicembre 2011 - 26 gennaio 2023 nominato arcivescovo di San Pedro Sula)
  - Sede vacante (2023-2025)
- Jenrry Johel Velásquez Hernández, dal 12 giugno 2025

## Statistiche
La diocesi nel 2023 su una popolazione di 579.476 persone contava 433.000 battezzati, corrispondenti al 74,7% del totale.
| anno | popolazione | popolazione | popolazione | presbiteri | presbiteri | presbiteri | presbiteri                | diaconi | religiosi | religiosi | parrocchie |
| anno | battezzati  | totale      | %           | numero     | secolari   | regolari   | battezzati per presbitero | diaconi | uomini    | donne     | parrocchie |
| ---- | ----------- | ----------- | ----------- | ---------- | ---------- | ---------- | ------------------------- | ------- | --------- | --------- | ---------- |
| 2011 | 398.800     | 547.709     | 72,8        | 21         | 6          | 15         | 18.990                    |         | 4         | 38        | 11         |
| 2012 | 398.800     | 547.709     | 72,8        | 21         | 8          | 13         | 18.990                    |         | 17        | 38        | 11         |
| 2013 | 407.000     | 560.000     | 72,7        | 26         | 8          | 18         | 15.653                    |         | 22        | 44        | 12         |
| 2016 | 430.274     | 592.008     | 72,7        | 28         | 10         | 18         | 15.366                    |         | 21        | 36        | 14         |
| 2019 | 406.800     | 537.600     | 75,7        | 31         | 14         | 17         | 13.122                    |         | 21        | 39        | 14         |
| 2021 | 407.865     | 545.360     | 74,8        | 28         | 14         | 14         | 14.566                    |         | 18        | 39        | 14         |
| 2023 | 433.000     | 579.476     | 74,7        | 27         | 13         | 14         | 16.037                    |         | 17        | 33        | 14         |